# پیز گریالچ
پیز گریالچ (به لاتین: Piz Grialetsch) یک کوه در سوئیس است که در کانتون گراوبوندن واقع شده‌است. پیز گریالچ ۳٬۱۳۱ متر بالاتر از سطح دریا واقع شده‌است.